# 961 Gunnie
961 Gunnie är en asteroid i huvudbältet, som upptäcktes den 10 oktober 1921 av den tyske astronomen Karl Wilhelm Reinmuth i Heidelberg. Den är uppkallad efter den svenske astronomen Bror Asplinds dotter Gunnie Asplind.
Asteroiden har en diameter på ungefär 36 kilometer.